# Удельная теплота
Уде́льная теплота́ — физическая величина, показывающая, какое количество теплоты необходимо, чтобы преобразовать количество вещества с единичной массой, при данной температуре в ходе какого - либо процесса.

## Удельная теплота парообразования и конденсации
Уде́льная теплота́ парообразова́ния и конденса́ции — физическая величина, показывающая, какое количество теплоты необходимо, чтобы обратить количество жидкости с единичной массой в пар, при данной температуре жидкости и без её изменения (температуры) в процессе испарения. Равна удельной теплоте конденсации единичной массы пара в жидкость.
{\displaystyle L={\,Q \over m},}
где Q — теплота, истраченная на превращение жидкости в пар или пара в жидкость, m — масса.
Наименьшее значение удельной теплоты парообразования  будет при температуре кипения жидкости.

## Удельная теплота плавления и кристаллизации
Уде́льная теплота́ плавле́ния (также: энтальпия плавления; также существует равнозначное понятие уде́льная теплота́ кристаллиза́ции) — количество теплоты, которое необходимо сообщить одной единице массы кристаллического вещества в равновесном изобарно-изотермическом процессе, чтобы перевести его из твёрдого (кристаллического) состояния в жидкое (то же количество теплоты выделяется при кристаллизации вещества).
{\displaystyle \lambda ={\frac {Q}{m}},}
где {\displaystyle Q} — количество теплоты, полученное веществом при плавлении (или выделившееся при кристаллизации), {\displaystyle m} — масса плавящегося (кристаллизующегося) вещества. Удельная теплота плавления всегда положительна; единственное известное исключение — гелий под высоким давлением.

## Удельная теплота сгорания
Уде́льная теплота́ сгора́ния то́плива — физическая величина, показывающая, какое количество теплоты выделяется при полном сгорании топлива массой 1 кг.
Удельная теплота сгорания измеряется в Дж/кг или калория/кг (1 Дж = 0,2388459 кал). Для экспериментального измерения этой величины используются методы калориметрии.
Определить удельную теплоту сгорания топлива можно по формуле
{\displaystyle q={\frac {Q}{m}},}
где {\displaystyle q} — удельная теплота, {\displaystyle Q} — количество теплоты, выделяющееся при сгорании этого топлива, {\displaystyle m} — масса топлива

## Энтальпия образования
Стандартная энтальпия образования (стандартная теплота образования, ΔfHo) — тепловой эффект реакции образования одного моля вещества из простых веществ, его составляющих, находящихся в устойчивых стандартных состояниях.

## Взаимосвязь величин
| удельная теплота                 | кДж/кг                   |                                        | кДж/моль                                 | Энтальпия          |
| -------------------------------- | ------------------------ | -------------------------------------- | ---------------------------------------- | ------------------ |
| плавления (кристаллизации)       | {\displaystyle \lambda } |                                        | {\displaystyle \Delta _{\mathsf {fus}}H} | плавления (fusion) |
| парообразования (кристаллизации) | {\displaystyle L}        | {\displaystyle \Delta _{\mathsf {v}}H} | испарения (vaporization)                 |                    |
| сгорания                         | {\displaystyle q}        | {\displaystyle \Delta _{c}H}           | сгоряния (combustion)                    |                    |
|                                  |                          | {\displaystyle \Delta _{f}H}           | образования (formation)                  |                    |

Как правило теплота испарения в несколько раз больше теплоты плавления веществ.

Энтальпии плавления и кипения чистых элементов в зависимости от температуры перехода, демонстрирующие правило Трутона.